# 2-й Одеський міжнародний кінофестиваль

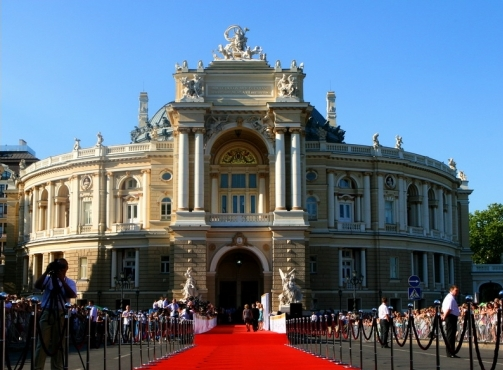
Червона доріжка Одеського Міжнародного Кінофестивалю 2011

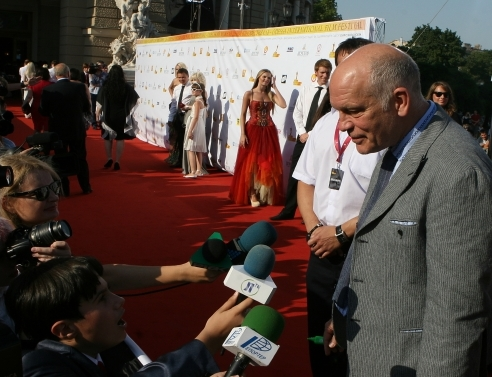
Джон Малкович на Одеському кінофестивалі 2011

2-й Одеський міжнародний кінофестиваль пройшов із 15 по 23 липня 2011 року в Одесі, Україна.
На фестивалі було показано 71 фільм, а загальна кількість глядачів, що відвідали перегляди, склала близько 70 тисяч. Фестивальну акредитацію отримали більш ніж 5 тисяч гостей і близько 450 журналістів з України, Росії, Німеччини, США, Румунії, Італії і інших країн. В цілому, для гостей ОМКФ було заброньовано 175 номерів в п'яти одеських готелях. Телевізійну трансляцію церемонію відкриття, яку в прямому ефірі показував український телеканал «Інтер» подивилося близько 2 млн телеглядачів. Окрім цього, близько 7 тис. людей стежили за онлайн-трансляціями фестивальних подій через офіційний сайт фестивалю.
У конкурсній програмі було представлено 14 нових фільмів з Франції, Великої Британії, Бельгії, Швеції, Німеччини, Гонконгу, України, Польщі, Фінляндії, Італії, Болгарії, Росії, Ізраїлю, Уругваю.
Міжнародне журі очолив відомий польський актор, режисер і ректор Краківської кіноакадемії Єжи Штур, якого з Одесою пов'язують зйомки у фільмі Юліуша Махульского «Дежа вю» у 1988 р..
Гостями фестивалю стали голлівудський актор Джон Малкович, режисери Микита Міхалков, Отар Іоселіані, Вадим Перельман, Сергій Соловйов, Нана Джорджадзе, Юрій Кара, Олександр Мітта, Валерій Тодоровський, Федір Бондарчук, актори Богдан Ступка, Марія де Медейруш, Ада Роговцева, Гоша Куценко, Дмитро Дюжев та інші. За традицією, що вже встановилася на Одеському кінофестивалі, церемонії відкриття і закриття, з супроводжуючою їх «червоною доріжкою» проходили в знаменитому Одеському театрі опери і балету. Ведучими церемонії відкриття і закриття став російський ведучий і режисер Олександр Гордон і українська телеведуча Марія Єфросініна. На церемонії відкриття в Одеському оперному театрі почесний гість фестивалю — Джон Малкович вручив зі сцени приз за внесок у розвиток кінематографу Одеси «Кришталевий кристал» своєму російському колезі Микиті Міхалкову, який тижнем раніше вручив йому приз «За вклад в кіномистецтво» на Московському кінофестивалі.
Фільмом відкриття стала французька картина «Артист» Мішеля Азанавічуса, що отримала Приз за найкращу чоловічу роль на Каннському кінофестивалі-2011, а на закритті відбулася світова прем'єра російського фільму Олександра Гордона «Вогні кнайпи», зйомки якого проходили в Одесі.
Фестивальні покази проходили на трьох майданчиках: Фестивальним центром вже за традицією, що склалася, став кінотеатр «Родіна», а вечірні кінопокази проходили ще у двох кінотеатрах: «Сінема Сіті» і «U-cinema». Кінотеатр «Сінема Сіті» також став місцем проведення Кіноринку, який уперше проводився у рамках фестивалю. А зал «U-cinema» на Одеській кіностудії знову приймав у себе «Літню кіношколу»: серію майстер-класів, які провели спеціальні гості фестивалю: Джон Малкович, кінорежисери Отар Іоселіані,, Валерій Тодоровський, Вадим Перельман, Олександр Мітта, Сергій Соловйов, Нана Джорджадзе, актор Єжи Штур, американський викладач-практик режисури і сценарної майстерності Марк Тревис, актриса Марія де Медейруш і інші.
На другому фестивалі «Літня кіношкола» була доповнена новим напрямом — «Сценарною майстернею»: семінари для обмеженого кола сценаристів, що пройшли попередній відбір в конкурсі сценаріїв. Також на Одеському кінофестивалі-2011 вперше з'явилися нові напрями для кінопрофесіоналів — Кіноринок і пітчинг проектів.
Головний приз фестивалю отримав французький фільм «Дівчисько» сценаристки і режисерки Селін Ск'ямми. Статуетку «Золотий Дюк» на церемонії закриття фестивалю з рук Єжі Штура отримала французька актриса Софі Каттани, що зіграла у фільмі.
В останній день своєї роботи Одеський кінофестиваль отримав відзнаку від авторитетного міжнародного співтовариства журналістів — Голлівудської асоціації іноземної преси (Hollywood Foreign Press Association, HFPA), що вручає премію «Золотий глобус». Почесну відзнаку фестивалю передав член HFPA Габрієль Лерман.

## Журі

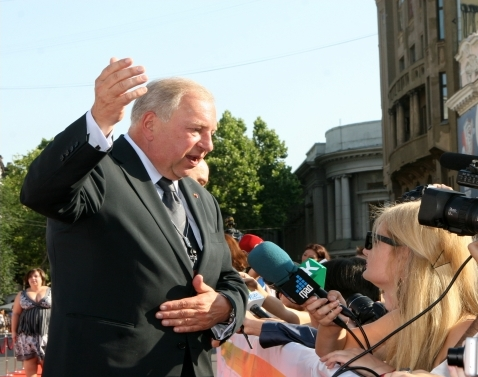
Голова журі ОМКФ 2011 Єжи Штур

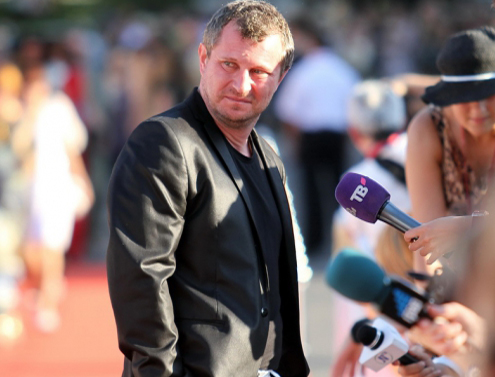
Вадим Перельман — член журі пітчингу ОМКФ-2011

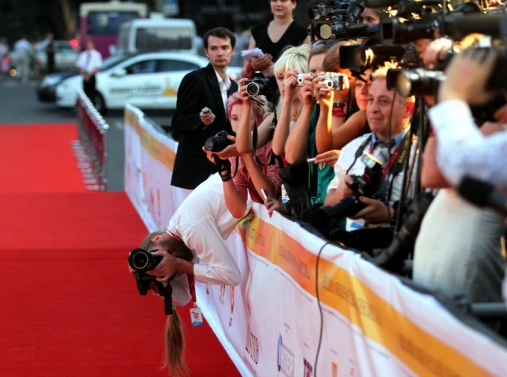
«Червона доріжка» ОМКФ-2011

Головне міжнародне журі Одеського кінофестивалю:
- Єжи Штур — глава журі, актор і режисер, Польща;
- Марія де Медейруш — актриса, режисер, співачка, Португалія;
- Ада Роговцева — актриса, Україна;
- Валерій Тодоровський — режисер, кінопродюсер, Росія;
- Клаус Едер — кінокритик, Німеччина.

Журі міжнародної федерації кіноклубів:
- Андрій Алферов, Україна;
- Жоау Паулу Маседу, Португалія;
- Райво Олмет, Естонія.

Журі програми «Українська лабораторія».
- Нана Джорджадзе — режисер, Грузія;
- Вірджині Девеса — продюсер Франція;
- Сергій Чліянц — продюсер, Росія;
- Дмитро Шолудько — голова правління Одеського коньячного заводу, Україна.

Національне журі українських кінокритиків:
- Олексій Першко — шеф-редактор кіно-портала kino-teatr.ua, Україна;
- Ірина Гордейчук — кінокритик та телеведуча, Україна;
- Валерій Барановський — кінознавець, член Одеського відділення Національного союзу кінематографістів, Україна.

Журі пітчингу проектів:
- Катерина Копилова — Голова державного агентства з питань кіно, Україна;
- Вадим Перельман — режисер, США;
- Володимир Войтенко — кінокритик і телеведучий, Україна;
- Симона Баума — експерт німецького кіно-агентства German Films, Німеччина;
- Влад Ряшин — продюсер, Україна;
- Вальдемар Дзікі — продюсер, Польща;
- Валерій Кодецький — генеральний директор компанії UDP, Україна.

## Конкурсна програма

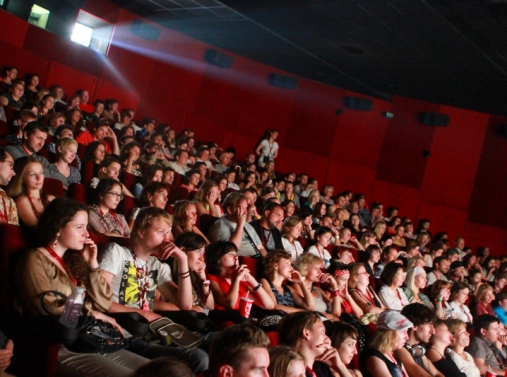
У фестивальному центрі

У конкурсну програму 2-го Одеського кінофестивалю-2011 було відібрано 14 фільмів.
- Дівчисько (Tomboy) — режисер Селін Ск'ямма,  Франція;
- Бес Пор No — режисер Олександр Шапіро,  Україна;
- В космосі почуттів не буває (швед. I rymden finns inga känslor) — режисер Андреас Оман,  Швеція;
- Вправи у прекрасному (рос. Упражнения в прекрасном) — режисер Віктор Шаміров,  Росія;
- Та й нехай (італ. QUALUNQUEMENTE) — режисер Джуліо Манфредонія,  Італія;
- Герої Полярного кола (Napapiirin sankarit) — режисер Будинку Карукоскі,  Фінляндія, Швеція
- Прихисток (Podslon) — режисер Драгомир Шолев,  Болівія;
- Свята справа (пол. ŚWIĘTY INTERES) — режисер Мачей Войтишко,  Польща;
- Убий мене, будь ласка (англ. Kill me please) — режисер Оліас Барко,  Бельгія;
- Кохання у затяжці (Chi ming yu chun giu) — режисер Пан Хочен,  Гонконг;
- Субмарина (англ. Submarine) — режисер Річард Айоваде,  Велика Британія  США;
- 2 Night — режисер Рой Вернер,  Ізраїль;
- Термін придатності (La vida útil) — режисер Федерsко Вейрох,  Уругвай,  Іспанія;
- Альманія: ласкаво просимо до Німеччини (нім. Almanya — Willkommen in Deutschland) — режисер Ясмін Самдерелі  Німеччина.

## Позаконкурсна програма
Позаконкурсну частину фестивалю склали програма останніх хітів світових кінофестивалів — «Фестиваль фестивалів», ретроспектива фільмів Монті Пайтон, ретроспективи «Зроблено в Одесі» і «Українські комедії» а також спеціальна французька програма «Французька панорама» і програма «Нове російське кіно».
У рамках програм спецпоказів і гала-прем'єр на фестивалі пройшли перші покази в країнах СНД документального фільму Себастьяна Денхарда «Кличко», нових фільмів Ларса фон Трієра «Меланхолія», Віма Вендерса «Піна» і Тома Генкса «Ларрі Краун». У числі українських прем'єр на фестивалі відбулися перші покази фільмів «Гавр» Акі Каурісмякі, «Любов утрьох» Тома Тиквера, проекту «Життя за один день» Кевіна Макдональда, «Habemus Papam» Нанні Моретті, «Далеко по сусідству» Сема Гарбарськи.

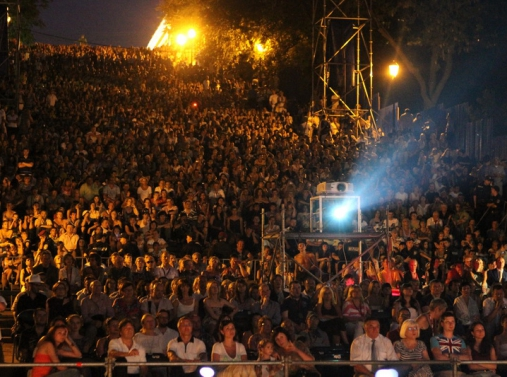
Показ «Метрополіс» у супроводі симфонічного оркестру на Потьомкінських сходах

## Спеціальні події
Уперше фестивальна позаконкурсна програма доповнилася розділом «КІНО_LIVE» — серія кіноконцертів просто неба. На новому фестивальному майданчику — Ланжеронівському спуску — в живому музичному супроводі демонструвалися шедеври німого кіно: фантасмагорії Жоржа Мельєса, які глядачам представляли нащадки великого кінематографіста: Марі-Елен Леріссі та Лоранс Леріссі. Також на «КИНО_LIVE», була показана авангардна аргентинська картина «Антена» Естебана Сапіра в живому супроводі українського гурту «Esthetic Education».
Як і на першому Одеському кінофестивалі, однією з наймасштабніших подій став кіноконцерт на Потьомкінських сходах. 16 липня на східцях знаменитих одеських сходів, у супроводі симфонічного оркестру, була показана повна версія шедевра Фріца Ланга «Метрополіс» (1927 р.) який зібралися подивитися більш ніж 2 тисяч глядачів.

## Переможці

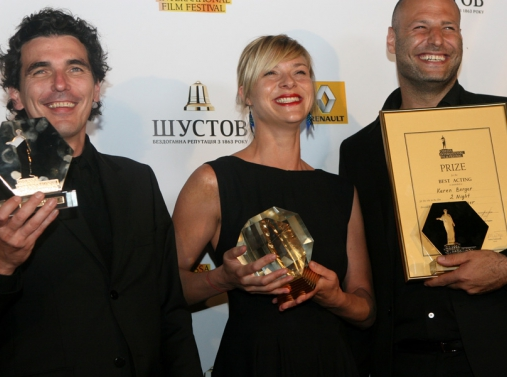
Переможці Одеського міжнародного кінофестивалю-2011

Церемонія нагородження переможців 2-го Одеського міжнародного кінофестивалю відбулася 23 липня 2010 в Одеському театрі опери і балету.
- Головний приз фестивалю за найкращий фільм — «Дівчисько» (Tomboy) — режисер Селін Ск'ямма,  Франція;
- Найкращий режисер — «Убий мене, будь ласка» (Kill me please) — режисер Оліас Барко,  Бельгія;
- Найкраща акторська робота — Керен Бергер, за роль у фільмі «2 Night» (реж. Рой Вернер),  Ізраїль.
- Спеціальна нагорода журі — «Прихисток» (Podslon) — режисер Драгомир Шолев,  Болівія і «Термін придатності» (La vida útil) — режисер Федеріко Вейрох,  Уругвай,  Іспанія;
- Приз глядацьких симпатій — «Альманія: ласкаво просимо до Німеччини» («Almanya — Willkommen in Deutschland») — режисер Ясмін Самдерелі,  Німеччина.

Результати роботи паралельних журі фестивалю:
- Приз «Дон Кіхот» Міжнародної Федерації кіноклубів — «Дівчисько» (Tomboy) — режисер Селін Ск'ямма,  Франція;
- Спеціальна нагорода Журі кіноклубів — «Герої Полярного кола» (Napapiirin sankarit) — режисер Будинку Карукоскі  Фінляндія, Швеція;
- Приз національного журі кінокритиків — спецприз за найкращий фільм фестивалю від Національної спілки кінематографістів України — «Убий мене, будь ласка» (Kill me please) — режисер Оліас Барко,  Бельгія;
- Приз ім. Миколи Шустова за найкращий український фільм, журі «Українська лабораторія» — короткометражна робота «Собачий вальс»[35], — режисер Тарас Ткаченко (у рамках альманаху «Закохані в Київ»)  Україна;
- Приз Журі пітчингу і грошовий приз у розмірі 25 000 гривень — проект «Аутсайдер»[36], Віра Яковенко,  Україна;

## Критика
Хоча формально фестиваль позиціював себе як «український», більшість стрічок йшли з титрами виключно російською мовою й лише буквально два-три фільми також мали й україномовні субтитри. Описуючи підсумки кінофестивалю, кінокритик газети «Україна молода» Валентина Клименко констатувала присутність майже у всіх стрічках лише російських субтитрів та з жалем зазначила, що «залишивши під заставу свій паспорт або водійське чи журналістське посвідчення, можна було отримати навушники, через які йшов синхронний український переклад. Толерантно.»